# Ichneumenoptera chrysophanes
Ichneumenoptera chrysophanes is een vlinder uit de familie wespvlinders (Sesiidae), onderfamilie Sesiinae.
Ichneumenoptera chrysophanes is voor het eerst wetenschappelijk beschreven door Meyrick in 1887. De soort komt voor in het Australaziatisch gebied.